# Puerto Varas
Puerto Varas – miasto i gmina w Chile, w regionie Los Lagos, w prowincji Llanquihue. Powierzchnia gminy: 4065 km². W 2017 gminę zamieszkiwało 44 578 mieszkańców, z czego na samo miasto przypadało 26 255 osób. 
 Miasto założone zostało w 1854 roku i leży nad jeziorem Llanquihue.